# Baltischer Nationalausschuss
Der Baltische Nationalausschuss, gegründet am 8. November 1918, war eine politische Vertretung der deutschbaltischen Bevölkerung während des Konfliktes mit Russland, deren erklärtes Ziel es war, die Bindungen zu Deutschland aufrechtzuerhalten.

## Geschichte
Nachdem die Rote Armee 1918 die Invasion im Baltikum vorbereitete, formierte sich aus den Reihen der deutschbaltischen Freiwilligen die Baltische Landeswehr, die gegen die bolschewistischen Invasionstruppen eingesetzt wurde. Die politischen Interessen wurden nach der Selbstauflösung des Baltischen Regentschaftsrates durch den Baltischen Nationalausschuss vertreten. Er entstand aus dem Zusammenschluss führender Persönlichkeiten, Vertretern der alten historischen Körperschaften und berufständischer Organisationen.
Im Ausschuss waren unter anderem vertreten:
- die Große Gilde zu Riga (auch: St. Marien-Gilde; Lielā ģilde)
- die Kleine Gilde zu Riga (auch: Sankt-Johannis-Gilde; Rīgas Mazā ģilde bzw. Svētā Jāņa ģilde)
- die Livländische Ritterschaft (Livonijas bruņniecība)
- der Deutschbaltische Lehrerverband (Vācbaltiešu skolotāju apvienība)
- der Deutsche Baltenbund (Vācu Baltiešu apvienība)
- die Deutsch-baltische Demokratische Partei
- die National-Liberale Partei
- die Deutsch-baltische Fortschrittliche Partei

Das politische Ziel war eine überproportionale Machtstellung der Deutsch-Balten im lettischen Staat, bzw. einem restaurierten Russland. Als sich die Republik Lettland konsolidiert hatte und die Gegenrevolution in Russland gescheitert war, wurden diese Ziele aufgegeben.
Die politischen deutsch-baltischen Parteien traten im April 1920 zu den Wahlen der Saeima an. Hierfür wurde der Ausschuss in den „Ausschuss der Deutschbaltischen Parteien“ umgeformt.